# Hamoukar
Hamoukar (em Árabe: حموقار) é um sítio arqueológico de uma cidade localizada na região nordeste da Síria, próxima à fronteira com o Iraque. Escavações realizadas por uma expedição Sírio-Americana, desde 1999 vem encontrando objetos e ruínas de edificações, desta que está sendo considerada a cidade mais antiga do mundo.